# Mponela
Mponela est une ville du district de Dowa, dans la région centrale du Malawi.
Mponela est principalement une ville agricole sans intérêt touristique. Le gouvernement y maintient un centre de nutrition où 700 enfants obtiennent de la nourriture chaque jour.

## Démographie
Mponela se trouve à 1 200 mètres dans le district de Dowa, dans la région centrale du Malawi, à 60 km au nord de Lilongwe, avec une population de 24 543 habitants (recensement de 2018). Elle est située sur la route goudronnée entre Lilongwe et Mzuzu, est reliée aux lignes électriques et téléphoniques et dispose d'une piste d'atterrissage.
| Année | Population, |
| ----- | ----------- |
| 1998  | 9 846       |
| 2008  | 14 322      |
| 2018  | 24 543      |